# Grande Prémio Internacional Costa Azul
O Grande Prémio Internacional Costa Azul (oficialmente: GP Internacional Costa Azul) foi uma competição ciclista por etapas que se disputava em Portugal. 
Começou a disputar-se em 1986 como amador e até 2005 não foi profissional, por isso a maioria de seus ganhadores têm sido portugueses, ainda que não se chegou a disputar com regularidade e teve várias paragens. Depois de uma longa paragem com a criação dos Circuitos Continentais UCI em 2005 começou a ser profissional, dentro da categoria 2.1. Sendo a sua última edição em 2006. Essa categoria profissional fez que chegassem a participar na prova equipas UCI ProTour (máxima categoria).
Chegou a ter até 7 etapas e as edições profissionais tiveram 4, finalizando sempre em Santiago do Cacém.

## Palmarés
Em amarelo: edição amador.
| Ano       | Ganhador                | Segundo                | Terceiro                     |
| --------- | ----------------------- | ---------------------- | ---------------------------- |
| 1986      | Manuel Zeferino         | ?                      | ?                            |
| 1987-1988 | Não se disputou         |                        |                              |
| 1989      | Cayn-Jack Theakston     | Eduardo Manuel Correia | José Antonio Xavier Guimares |
| 1990      | Manuel Cunha            | joaquim andrade        | ?                            |
| 1991      | Carlos Alberto Carneiro | ?                      | ?                            |
| 1992      | Joaquim Alberto Salgado | ?                      | ?                            |
| 1993      | Luis Jorge Sequeira     | Paulo Manuel Couto     | Andrzej Dulas                |
| 1994      | Não se disputou         | Não se disputou        | Não se disputou              |
| 1995      | Joaquim Alberto Salgado | Pedro Miguel Lopes     | José Agostinho Rosa          |
| 1996      | José Azevedo            | ?                      | ?                            |
| 1997-2004 | Não se disputou         | Não se disputou        | Não se disputou              |
| 2005      | Rubén Plaza             | Bernhard Eisel         | Enrico Degano                |
| 2006      | Robbie McEwen           | Bernhard Eisel         | Giosuè Bonom                 |

## Palmarés por países
| País     | Vitórias |
| -------- | -------- |
| Portugal | 6        |
|          | 1        |
|          | 1        |
|          | 1        |